# Gymnastique aux Jeux olympiques d'été de 1896 - Anneaux
Pour un article plus général, voir Gymnastique aux Jeux olympiques de 1896.
Navigation
Saint Louis 1904
Cette page donne les résultats de la finale du concours des anneaux de Gymnastique aux Jeux olympiques de 1896 d'Athènes.

## Résultats
| Rang | Gymnaste            | Pays      |
| ---- | ------------------- | --------- |
| 1    | Ioánnis Mitrópoulos | Grèce     |
| 2    | Hermann Weingärtner | Allemagne |
| 3    | Pétros Persákis     | Grèce     |
| 5    | Carl Schuhmann      | Allemagne |
| -    | Konrad Böcker       | Allemagne |
| -    | Alfred Flatow       | Allemagne |
| -    | Gustav Flatow       | Allemagne |
| -    | Desiderius Wein     | Hongrie   |